# José Carlos de Azeredo
José Carlos Santos de Azeredo é  professor adjunto da UERJ, escritor, coordenador de gramática do dicionário Dicionário Caldas Aulete. Autor (e organizador) de livros como Escrevendo pela nova ortografia  feita em parceria com o Instituto Antônio Houaiss de Lexicografia, importante livro sobre a nova ortografia do Português pós-acordo de 1990. E livros recentes como a Gramática Houaiss da Língua Portuguesa e Gramática Comparativa Houaiss: Quatro Línguas Românicas em parceria com o Instituto Houaiss e outros organizadores como o dr. Godofredo de Oliveira Neto e a dra. Ana Maria Brito.

## Vida acadêmica
Graduou-se em Lingua Portuguesa e Literaturas pela UFRJ, em 1970. Na mesma universidade fez o mestrado em Letras (Letras Vernáculas), em 1977, com o tema "A flexão nominal portuguesa".  Em 1988, também lá doutorou-se em Letras (Letras Vernáculas), com a tese "Sintaxe do português: categorias e funções" . Teve como orientador no mestrado e doutorado o ilustríssimo professor e gramático Celso Cunha. Atuou como Professor Doutor de Letras de 1970 a 1996 na UFRJ e atualmente é Professor Adjunto da Universidade do Estado do Rio de Janeiro. Publicou diversos artigos e livros, e coordena pesquisas acadêmicas. 